# عبدالرحمان تشیانی
عبدالرحمان تشیانی (عربی: عبد الرحمن تشياني؛ همچنین به عمر تشیانی نیز شناخته می‌شود) افسر نظامی اهل نیجر که رئیس شورای ملی حفاظت از میهن در خونتای نظامی نیجر را برعهده دارد. او نیز از سال ۲۰۱۱ رئیس گارد ریاست‌جمهوری نیجر است. وی با بازداشت رئیس‌جمهور محمد بازوم در کودتای ۲۰۲۳ نیجر نقش کلیدی ایفا کرد. او سپس در ۲۸ ژوئیه ۲۰۲۳ خود را به عنوان «رئیس شورای ملی حفاظت از میهن» معرفی کرد.